# Metamaterijal
Metamaterijal (od grčke reči μετά meta, sa značenjem „izvan” i latinske reči materia, sa značenjem „materija” ili „materijal”) je materijal projektovan da ima svojstva koja se ne nalaze u prirodnim materijalima. Izrađeni su od sklopova višestrukih elemenata izrađenih od kompozitnih materijala kao što su metali i plastike. Materijali su obično raspoređeni u ponavljajućim paternima, na skalama manjim od talasnih dužina pojava na koje utiču. Metamaterijali dobijaju svoja svojstva ne iz svojstava osnovnih materijala, već iz svojih novo dizajniranih struktura. Njihov precizan oblik, geometrija, veličina, orijentacija i raspored daju im njihova pametna svojstva kojima se mogu manipulisati elektromagnetni talasi: blokadom, apsorpcijom, pojačavanjem ili savijanjem talasa, kako bi se postigle prednosti koje prevazilaze mogućnosti konvencionalnih materijala.
Podesno dizajnirani metamaterijali mogu uticati na talase elektromagnetnog zračenja ili zvuka na način koji nije primećen u sirovim materijalima. Oni koji pokazuju negativan indeks refrakcije za određene talasne dužine podstakli su znatne istraživačke napore. Ovi materijali su poznati kao metamaterijali negativnog indeksa.
Potencijalne primene metamaterijala su raznovrsne i uključuju optičke filtere, medicinske uređaje, daljinske aplikacije za vazduhoplovstvo, senzorsku detekciju i infrastrukturni nadzor, pametno upravljanje solarnom energijom, kontrolu gužve, radome, visokofrekventnu komunikaciju na bojnom polju i sočiva za visoko pojačane antene, poboljšavanje ultrazvučnih senzora i čak zaštitu građevina od zemljotresa. Metamaterijali nude potencijal za stvaranja supersočiva. Takva sočiva mogu da omoguće snimanje ispod difrakcionog limita što je minimalna rezolucija koja se može postići uobičajenim staklenim sočivima. Oblik 'nevidljivosti' demonstriran je upotrebom gradient-indeksnih materijala. Akustički i seizmički metamaterijali takođe su istraživačka područja.
Istraživanje metamaterijala je interdisciplinarno i obuhvata područja kao što su elektrotehnika, elektromagnetika, klasična optika, fizika čvrstog stanja, inženjerstvo mikrotalasnih antena, optoelektronika, nauke o materijalima, nanonauka i inženjerstvo poluprovodnika.

## Istorija
Istraživanja veštačkih materijala za manipulisanje elektromagnetnim talasima započela su krajem 19. veka. Neke od najranijih struktura koje se mogu smatrati metamaterijalima proučavao je Džagadiš Čandra Bos, koji je 1898. godine istraživao supstance sa hiralnim svojstvima. Karl Ferdinand Lindman proučavao je talasne interakcije sa metalnim heliksima kao veštačkim hiralnim medijumom u ranom dvadesetom veku.
Vinston E. Kok je razvio materijale koji su imali slične karakteristike kao metamaterijal krajem 1940-ih. U pedesetim i šezdesetim godinama prošlog veka proučavani su veštački dielektrici za lagane mikrotalasne antene. Mikrotalasni radarski apsorberi istraživani su u 1980-im i 1990-ima kao primene veštačkih hiralnih medija.
Materijal s negativnim indeksom prvi je teoretski opisao Viktor Veselago 1967. godine. On je dokazao da takvi materijali mogu da prenose svetlost, i pokazao je da fazna brzina može da bude anti-paralelna sa pravcom Pojntovog vektora. Ovo je suprotno širenju talasa u prirodnim materijalima.
Džon Pendri je prvi identifikovao praktičan način izrade levostranog metamaterijala, materijala u kome ne važi pravilo desne ruke. Takav materijal omogućava elektromagnetnom talasu da prenosi energiju (ima grupnu brzinu) nasuprot fazne brzine. Pendrijeva ideja bila je da metalne žice poravnate duž pravca talasa mogu da daju negativnu permitivnost (dielektrična funkcija ε < 0). Prirodni materijali (kao što su feroelektrici) pokazuju negativnu permitivnost; izazov je bio postizanje negativne permeabilnosti (µ < 0). Godine 1999. Pendri je demonstrirao da razrezani prsten (oblik C) sa svojom osom smeštenom duž pravca širenja talasa može to da učini. On je u istom je radu pokazao da periodični niz žica i prstenova može da dovede do negativnog refraktivnog indeksa. Pendri je takođe predložio srodni dizajn negativne permeabilnosti, Rezonator sa rastavljenim prstenom.
Godine 2000, Smit i njegovi saradnici su izvestili o eksperimentalnoj demonstraciji funkcionisanja elektromagnetnih metamaterijala horizontalnim slaganjem, periodičnih, rezonatora sa razdvojenim prstenom i tankih žičanih struktura. Godine 2002. razvijen je metod za realizaciju metamaterijala s negativnim indeksom korišćenjem veštački spojenih prenosnih vodova u tehnologiji mikrotraka. Godine 2003. je demonstriran složeni (stvarni i imaginarni delovi) negativni refraktivni indeks prelamanja i snimanja ravnih sočiva pomoću levostranih metamaterijala. Do 2007. godine, eksperimente koji su uključivali negativni indeks loma, izvršile su mnoge grupe. Na mikrotalasnim frekvencijama prvi, nesavršeni nevidljivi plašt je ostvaren 2006. godine.

## Literatura
- Rotman, W.; Turner, R. (1963). „Wide-angle microwave lens for line source applications” (PDF). IEEE Transactions on Antennas and Propagation. 11 (6): 623. Bibcode:1963ITAP...11..623R. doi:10.1109/TAP.1963.1138114. Архивирано из оригинала (PDF) 08. 10. 2012. г. Приступљено 27. 08. 2019.

- Shamonina, E.; Solymar, L. (8. 2. 2007). „Metamaterials: How the subject started” (PDF). Metamaterials. 01 (1): 12—18. Bibcode:2007MetaM...1...12S. doi:10.1016/j.metmat.2007.02.001. Архивирано из оригинала (PDF) 23. 7. 2010. г. Приступљено 18. 7. 2010.
- Sihvola, Ari (12. 2. 2007). „Metamaterials in electromagnetics” (PDF). Metamaterials. 01 (1): 2—11. Bibcode:2007MetaM...1....2S. doi:10.1016/j.metmat.2007.02.003. Приступљено 18. 7. 2010.

- Ziolkowski, Richard W. (septembar 2006). „Metamaterial-Based Antennas: Research and Developments” (PDF). IEICE Transactions on Electronics e SERIES C. 89 (9): 1267—1275. Архивирано из оригинала (PDF) 18. 08. 2010. г. Приступљено 6. 2. 2011.

- Boltasseva, Alexandra; Vladimir M. Shalaev (18. 3. 2008). „Fabrication of optical negative-index metamaterials” (PDF). Metamaterials. 2 (1): 1—17. Bibcode:2008MetaM...2....1B. doi:10.1016/j.metmat.2008.03.004. Приступљено 18. 7. 2010.

- Zahn, Markus (instructor). „An artificial dielectric”. Course title: MIT 6.013 Electromagnetics and Applications, Fall 20. from Massachusetts Institute of Technology. Приступљено 28. 2. 2011.

- Wade, Paul. „Metal Plate Lens Antennas” (PDF). Chapter 3. Приступљено 28. 2. 2011. Description of building a mobile metal plate antenna.

- Invited paper: Engheta, N. (2003). „Metamaterials with negative permittivity and permeability: background, salient features, and new trends” (PDF). Microwave Symposium Digest, 2003 IEEE MTT-S International. Vol. 1. 1. стр. 187. ISBN 0-7803-7695-1. doi:10.1109/MWSYM.2003.1210912. Архивирано из оригинала (PDF) 21. 8. 2011. г.
- Johri, Manoj; Harihar Paudyal (maj 2010). „Left Handed Materials: a new Pardigm in Structured Electromagnetics” (PDF). Trieste, Italy.: produced by ICTP, UNESCO, and the IAEA. стр. 1—12. IC/2010/015. Архивирано из оригинала (PDF) 01. 04. 2011. г. Приступљено 3. 5. 2011. – Technical review of metamterials research.

- Kaku, Michio (april 2008). „Invisibility …”. Natural History Magazine. Приступљено 28. 2. 2011.
- Slyusar V.I. Metamaterials on antenna solutions.// 7th International Conference on Antenna Theory and Techniques ICATT’09, Lviv, Ukraine, October 6–9, 2009. - pp. 19 – 24